# Marchin On
Marchin On est une chanson pop rock du groupe américain OneRepublic. Elle a été écrite par et produite par Ryan Tedder pour le deuxième album du groupe Waking Up. Le producteur et rappeur Timbaland a inclus une version remixée de la chanson dans son album Shock Value II.